# Rosół
Rosół – niezagęszczana zupa będąca wywarem mięsno-warzywnym.

## Przyrządzanie
Sporządzana z drobiu (najczęściej kury lub kurczaka, rzadziej z kapłona), ewentualnie z wołowiny, baraniny (np. rosół skopowy ze Śląska Cieszyńskiego) lub na Górnym Śląsku z gołębi. Podawana zazwyczaj z makaronem typu nitki, wstążki lub z kluskami (np. lanymi), z ziemniakami, ryżem lub plackiem.
Rosół jest potrawą, którą przygotowuje się stosunkowo długo. Przygotowanie polega na gotowaniu mięsa wraz z zestawem jarzyn – włoszczyzną. Aby przygotować smaczny i esencjonalny rosół, należy gotowanie składników rozpocząć od zimnej wody, powoli doprowadzając do lekkiego wrzenia. Taki sposób gotowania sprawia, że większość składników zawartych w mięsie i warzywach przechodzi do wywaru, który po doprawieniu staje się rosołem. Rosół stanowi też półprodukt – bazę do przygotowania wielu innych zup, m.in.: krupniku na rosole.

## Historia i nazwa
Zupa pierwotnie powstawała jako efekt długotrwałego gotowania w wodzie mięsa, które w dawnych czasach było konserwowane przez zasolenie i wysuszenie. Wywar ten zwano rozsół (czy rozsol), skąd wywodzi się dzisiejsza nazwa. Na Śląsku Cieszyńskim rosół podaje się również z kluskami wątrobianymi. W pierwszej książce kucharskiej wydanej w 1682 roku w Polsce, Compendium ferculorum, czyli zebranie potraw, znalazł się przepis na rosół polski.
Rosół jest jedną z narodowych potraw polskich.
W Polsce w okresie PRL rosół uległ upowszechnieniu, należy do dań wskazywanych jako tradycyjne i typowe dla niedzielnego obiadu lub uroczystości obok kotleta schabowego.